# Eugene Parker
Eugene Newman Parker (ur. 10 czerwca 1927 w Houghton, zm. 15 marca 2022 w Chicago) – amerykański astronom.

## Życiorys
Urodził się 10 czerwca 1927 w Houghton. W 1948 uzyskał licencjat w zakresie fizyki na Michigan State University, a w 1951 obronił doktorat na Caltech. Po ukończeniu nauki wykładał na University of Utah, a od 1955 pracował w Fermi Institute University of Chicago (od 1957 jako Assistant Professor, od 1960 jako Associate Professor, od 1962 jako profesor). W latach 1970–1972 był dziekanem Wydziału Fizyki, a następnie do 1978 dziekanem Wydziału Astronomii. W latach 1983–1986 przewodniczący sekcji astronomicznej National Academy of Sciences.
W połowie lat 1950. przewidział, że z atmosfery Słońca wylatują z naddźwiękową prędkością naładowane cząstki plazmy, które tworzą wiatr słoneczny. Jego artykuł został jednak odrzucony przez Astrophysical Journal i dopiero po jego interwencji u redaktora naczelnego Subrahmanyana Chandrasekhara został w 1958 opublikowany. Teoria Parkera została potwierdzona cztery lata później przez sondę Mariner 2, która badała Wenus.

## Wyróżnienia
Między innymi:
- George Ellery Hale Prize (1978)[6]
- National Medal of Science (1989)[4]
- Royal Astronomical Society Gold Medal (1992)
- Bruce Medal (1997)
- Kyoto Prize (2003)[6]
- James Clerk Maxwell Prize (2003)
- Hannes Alfvén Prize (2012)[4]
- Nagroda Crafoorda w dziedzinie astronomii (2020)[7].

Jego imieniem nazwano sondę Parker Solar Probe, która w 2021 jako pierwsza wleciała w koronę słoneczną.